# Nico (film)
Nico (ang. Above the Law) – amerykański film akcji z 1988 roku w reżyserii Andrew Davisa. Debiut aktorski Stevena Seagala.
W Polsce znany jest też pod tytułami Ponad prawem i Nico – ponad prawem.

## Obsada
- Steven Seagal – Nico Toscani
- Sharon Stone – Sara Toscani
- Pam Grier – Delores Jackson
- Daniel Faraldo – Salvano
- Henry Silva – Zagon
- Chelcie Ross – Nelson Fox
- Ron Dean – Lukich
- Joe D. Lauck – senator Harrison
- Henry Godinez – ojciec Tomasino
- Joe Greco – ojciec Gennaro
- Vince Viverito – Giuseppe
- Miguel Nino – Chi Chi Stone
- Alex Ross – Luigi
- Nicholas Kusenko – Neeley, agent FBI
- Toni Fleming – babcia Zingaro
- Gregory Alan Williams – Halloran, agent FBI
- Gene Hartline – mężczyzna w barze
- Jack Wallace – wujek Branca
- Tom Milanovich – mężczyzna w barze
- Metta Davis – Rosa Toscani
- Dan Janecek – mężczyzna w barze
- Joseph F. Kosala – porucznik Strozah
- Michael Rooker – mężczyzna w barze
- Ronnie Barron – Barman CIA
- Lee de Broux – Śledczy CIA
- Danny Goldring – Pomocnik Zagon'a
- Patrick Gorman – Śledczy CIA
- Thalmus Rasulala – Zastępca Crowder
- Gary Goldman – Śledczy CIA
- Gene Barge – Detektyw Henderson
- Le Tuan – Tłumacz
- Mike James – Oficer O’Hara
- Dennis Phun – Azjatycki więzień
- India Cooper – Siostra Mary, zakonnica z sanktuarium
- April Tran – Azjatycki więzień
- Michelle Hoard – Lucy
- Chantara Nop – Kobieta z Kambodży
- Christopher Peditto – Alex
- Al Rasho – Właściciel sklepu spożywczego
- Rafael González – Carlos Abandano
- Mike Coglianese – Ochroniarz Branci
- Nydia Rodriguez Terracina – Kobieta z bombą
- Sandy Holt – Hostessa
- Cheryl Hamada – Watanabe
- Mike Nakayama – Reprezentant NBC
- Ralph Foody – Urzędnik federalny
- Zaid Farid – Facet na ulicy
- Juan Ramírez – Mężczyzna z maczetą
- Mario Nieves – Mężczyzna z bronią
- Terry Stewart – kumpel mężczyzny z maczetą
- Clare Peck – Sędzia Roberta Alspaugh
- Anthony Cannata – Zabójca
- Lisa Tejero – Uciekinierka
- Chris Karchmar – Uciekinier
- John Drummond – Reporter TV
- Tom Muzila – Walczący Aikido
- Craig Dunn – Walczący Aikido
- Marc Katz – Walczący Aikido
- Haruo Matsuoka – Walczący Aikido
- Matt McColm – kaskader

## Opis fabuły
Nico Toscani (Steven Seagal) jako nastolatek wyjechał na Daleki Wschód. W czasie wojny w Wietnamie widział brutalne przesłuchiwania przez „farmaceutów”. Jest tam agentem CIA. Po powrocie z wojny Nico odchodzi z CIA i staje się zwykłym policjantem. Przez swoją dociekliwość wplątuje się w aferę narkotykową. Toscani – mimo że może stracić odznakę policjanta – szuka dowodów przeciwko politykom utrzymującym się z narkobiznesu.

## Plenery
1. Chicago, Illinois

## Opinie o filmie
- The Best of Video. Poradnik: kino, tv, sat, video, pod red. Witolda Nowakowskiego[1]:

Dobre sekwencje walk, nieco gorzej z logiką.